# Dušikov(IV) oksid
Dušikov(IV) oksid (dušikov dioksid, NO2) je crvenosmećkasti do tamno crveni paramagnetični plin.

## Svojstva
Ima slična svojstva kao i didušikov tetraoksid (N2O4). Vrlo je otrovan plin (nadražljivac), koji pri nižim temperaturama dimerizira, dajući bezbojan plin didušikov tetroksid (N2O4). Nitrozan je plin, crvenosmeđe boje (ukapljen je žućkasta tekućina) dobro topljiv u vodi. Najčešće je u pokusima vidljiv kao plin jer mu je vrelište (na 21 °C) na sobnoj temperaturi. Ima neugodan, oštar i karakterističan miris. Reagira s vodom i stvara nitratnu kiselinu koja ima korozivno djelovanje.
Postoji kao ravnotežna smjesa dušikovog dioksida (NO2) i didušikovog tetroksida (N2O4), kako u plinovitoj fazi, tako i u tekućoj otopini.
- Molna masa mu je 46 (92).
- Talište mu je na -9.3 °C
- Relativna gustoća: 1,448
- Gustoća para: 1,59
- Oznake: T+, C
- Dijamant opasnosti: 3-0-0

## Opasnosti
Ne upotrebljava se u industriji već se može razviti pri nekim procesima gorenjem organskih i anorganskih dušikovih spojeva. Može izazvati edem pluća i smrt gušenjem.

### Zaštita
Pri radu u atmosferi gdje postoji mogućnost razvijanja nitroznih plinova, potrebno je nositi osobnu zaštitnu opremu: gumene rukavice, zaštitnu masku koja pokriva cijelo lice.

## Upotreba
Dušikov(IV) oksid je anorganski oksid i upotrebljava se i djeluje kao oksidans pri izgaranju raketnih goriva, za proizvodnju oksiceluloze i za bijeljenje brašna.

## Laboratorijsko dobivanje
U laboratoriju ga se priređuje:
1. Reakcijom dušične kiseline s bakrom:
Cu(s) + 4 HNO3(konc.) --> Cu(NO3)2(aq) + 2 H2O(I) + 2 NO2(g)
ili
3 Cu(s) + 8 HNO3(aq) --> 3 Cu(NO3)2(aq) + 4 H2O(I) + 2 NO(g)
2. Reakcijom otopine natrijeva nitrita (NaNO2) sa željezovim(II) ionima u kiselom mediju.